# ساول غارسيا كابريرو
ساول غارسيا كابريرو (بالإسبانية: Saúl García)‏ هو لاعب كرة قدم إسباني، ولد في 9 نوفمبر 1994 في Vioño de Piélagos ‏ في إسبانيا. لعب مع ديبورتيفو لاكورونيا وراسينغ سانتاندير ونادي تينيريفي ونومانسيا.

## وصلات خارجية
- ساول غارسيا كابريرو على موقع قاعدة بيانات كرة القدم.إي يو (الإنجليزية)
- ساول غارسيا كابريرو على موقع Soccerbase.com (لاعب) (الإنجليزية)
- ساول غارسيا كابريرو على موقع Soccerway.com (الإنجليزية)
- ساول غارسيا كابريرو على موقع عالم كرة القدم.نت (الإنجليزية)
- ساول غارسيا كابريرو على موقع AS.com (الإسبانية)